# Schinderhannes bartelsi
Schinderhannes bartelsi è un animale estinto appartenente ai dinocaridi. Visse nel Devoniano inferiore (circa 400 milioni di anni fa) e i suoi resti fossili sono stati ritrovati in Germania. È il più recente anomalocaride noto.

## Descrizione
Questo animale, rispetto ai suoi stretti parenti vissuti molti milioni di anni prima, era di dimensioni estremamente ridotte. Mentre Anomalocaris poteva raggiungere un metro di lunghezza e Aegirocassis addirittura superare i due metri, Schinderhannes era lungo solo dieci centimetri. L'unico esemplare noto era dotato di un paio di grandi appendici nella parte anteriore, simili a quelle di Hurdia, di una bocca tipica degli anomalocarididi, a forma di anello formato da piastre simile a una fetta d'ananas. Schinderhannes era inoltre dotato di grandi occhi composti posizionati su peduncoli. Il corpo era formato da 12 segmenti; due grandi strutture simili ad alettoni si protendevano dall'undicesimo segmento e dalla zona appena dietro la testa.

## Classificazione
Schinderhannes bartelsi è stato descritto per la prima volta nel 2009, sulla base di un fossile ritrovato nel famoso giacimento di Hunsrück, nei pressi di Bundenbach in Germania. Il nome generico Schinderhannes deriva dal fuorilegge Schinderhannes, che frequentò l'area dove sono stati ritrovati i resti dell'animale. L'epiteto specifico, bartelsi, è in onore di Christoph Bartels, un esperto del giacimento di Hunsrück.
Schinderhannes è considerato un rappresentante degli anomalocaridi, un gruppo di animali dalle affinità non chiare, probabilmente posti vicino all'origine degli artropodi. In particolare, Schinderhannes è stato classificato all'interno della famiglia Hurdiidae, comprendente i molto più grandi e antichi Hurdia, Stanleycaris e Peytoia (Vinther et al., 2014).

## Significato dei fossili
La scoperta di Schinderhannes è stata particolarmente significativa poiché ha esteso di molto l'estensione temporale degli anomalocaridi. Fino alla descrizione di questa animale, infatti, si supponeva che questo gruppo di fosse estinto circa 100 milioni di anni prima. Ciò sottolinea l'utilità di giacimenti a conservazione eccezionale (lagerstätte) come quello di Hunsrück: questi orizzonti fossiliferi potrebbero essere la sola opportunità disponibile di osservare i resti di animali costituiti da parti non mineralizzate.
L'organismo ha inoltre indotto nuove ipotesi circa l'origine degli artropodi. Uno schema di classificazione indica Schinderhannes come un animale vicino alla base degli artropodi, ma più vicino ad essi rispetto ad Anomalocaris. Ciò significherebbe che la linea evolutiva degli artropodi si sia sviluppata da un gruppo parafiletico noto come anomalocaridi, e che il gruppo degli artropodi arcaici "dalle grandi appendici" non sia un gruppo naturale. Gli arti biramati degli artropodi potrebbero quindi essersi sviluppati attraverso la fusione di lobi laterali e branchie degli anomalocaridi.

## Paleobiologia
I contenuti del tratto digestivo conservati nel fossile di Schinderhannes sono tipici dei predatori. Lo stile di vita di questo animale è inoltre indicato dalle appendici grandi e spinose, simili ad artigli, e dalla taglia degli occhi. Schinderhannes era chiaramente un buon nuotatore, che si spingeva grazie alle "pinne" nei pressi del capo, e che usava i lobi laterali simili ad ali presenti nell'undicesimo segmento come timoni. Questi lobi probabilmente derivano dai lobi laterali degli anomalocaridi del Cambriano, che li usavano per nuotare ma erano sprovvisti delle specializzazioni tipiche di Schinderhannes.